# Stadio Donato Vestuti
Das Stadio Donato Vestuti ist ein Fußballstadion mit Leichtathletikanlage in der italienischen Stadt Salerno in der gleichnamigen Provinz der Region Kampanien. Der Fußballverein Salernitana Calcio trug seine Spiele hier aus. Die Anlage verfügt über 9.000 Plätze. Benannt ist das Stadion heute nach Donato Vestuti; dem Gründer des Vereins Salernitana Calcio.

## Geschichte
Das Stadion wurde 1932 im Auftrag des faschistischen Regimes von Benito Mussolini erbaut und von ihm selbst eröffnet. Zu Beginn trug es den Namen Stadio Littorio. Seit der Einweihung spielte der Salernitana Calcio (damals als Unione Sportiva Salernitana Fascista) in der Sportstätte. Nach Ende der Diktatur und des Zweiten Weltkrieges erhielt die Anlage den Namen Stadio Comunale (deutsch Städtisches Stadion). 1947 schaffte der US Salernitana den Sprung in die Serie A. Nach der Saison 1947/48 stieg der Verein mit nur einem Punkt Rückstand auf den AS Rom wieder in die Serie B ab. Es war die einzige Erstliga-Saison, die Salernitana in diesem Stadion spielte. Im Jahr 1950 wurde das Stadion, zu Ehren des in Salerno geborenen Journalisten Renato Casalbore, in Stadio Casalbore umbenannt. Casalbore kam bei dem Flugunfall von Superga am 4. Mai 1949 ums Leben. Nur fünf Jahre später änderte sich der Name abermals. Das Stadion erhielt den Namen des Gründers und ersten Vereinspräsidenten Donato Vestuti.
Der von Nanni Loy gedrehte und 1962 für zwei Oscars nominierte Film Le quattro giornate di Napoli (deutsch Die vier Tage von Neapel) spielte in Neapel, aber Teile des Films wurden in Salerno gedreht. So entstanden die Szenen nicht im damaligen Stadio del Vomero in Neapel, sondern im Stadion von Salerno. Am 28. April 1963 kam es zu einem tragischen Unglücksfall. Während des Spiels US Salernitana gegen den Potenza SC kam es zu Ausschreitungen zwischen Fans und der Polizei. In der Folge gab ein Polizist einen Warnschuss in die Luft ab. Die Kugel traf den 48-jährigen Giuseppe Plaitano. Der Fan von Salernitana war Vater von vier Kindern. Zunächst wurde aber die Todesursache mit Herzinfarkt oder eingedrücktem Brustkorb angegeben. Im Jahr 1978 benannte sich eine Fangruppe des Vereins nach dem getöteten Fan. Der ehemalige Marinesoldat Giuseppe Plaitano war das erste Todesopfer in einem italienischen Stadion.
Nach 58 Jahren ging die Zeit der Salernitana Calcio im Stadio Donato Vestuti zu Ende, da es mit seiner Kapazität zu klein und veraltet war. Nachdem der Bau eines neuen Stadions im Jahr 1984 begonnen hatte, fand die Eröffnung des Stadio Arechi im September 1990 statt. Bis heute wurde das alte Stadion von Mannschaften aus der Stadt in verschiedensten Sportarten wie Rugby, American Football, Baseball, Softball und Leichtathletik genutzt. Derzeit sind Amateurfußballmannschaften der Stadt, das Frauenteam vom Salernitana Calcio und die American-Football-Mannschaft der Eagles Salerno dort zu Hause; darüber hinaus wird auch heute noch Leichtathletik betrieben.